# Hur
Pour les articles homonymes, voir Hur (homonymie).
Les Hurs (en arabe : حر) sont une communauté musulmane soufie originaire de la province du Sind au Pakistan. Ils sont dirigés par un meneur spirituel, appelé le « Pir Pagara ». Le sixième chef du mouvement Sibghatullah Shah Rashidi a lancé une lutte armée contre le pouvoir britannique, ce qui a conduit à son arrestation puis à sa pendaison par les colonisateurs. Après l’indépendance du Pakistan, les autres membres de la famille sont libérés et Syed Shah Mardan Shah-II reprend la succession en 1952. 
Politiquement, la Ligue musulmane du Pakistan (F) est l'émanation de cette communauté, le parti politique étant dirigé par le Pir Pagara des Hurs.

## Histoire
Pendant la période de domination coloniale, Pir Pagaro a déclaré sa communauté "Hur" (libre). Le gouvernement colonial a tenté de réprimer le mouvement,  ce qui a eu pour conséquence une insurrection armée des Hurs. Le Criminal Tribes Act de 1871, loi britannique qui criminalisait en Inde, de manière collective et sans procès des communautés entières, a été appliquée dans le Sindh aux disciples de Pir Pagaro dès 1900, jusqu'en 1952. Ainsi la communauté Hur a été déclarée "tribu criminelle". Au cours de 1941 à 1946 le gouvernement colonial a adopté de nombreuses lois, dont l'une appelée « Hur Suppression Act » adoptée à la hâte par l'Assemblée du Sindh en mai 1942, imposant finalement la loi martiale de juin 1942 à fin mai 1943. Pendant la période de la loi martiale, l'armée coloniale patrouillait dans la région et persécutait des adeptes présumés de Pir Pagaro, leur attribuant par exemple le déraillement du train Lahore Mail en 1942, qui a causé la mort de 22 personnes. Après la levée de la loi martiale en 1943, de nombreuses lois ont été à nouveau arbitrairement adoptées.

## Liste des «Pir Pagara»
- 1e : Sibghatullah Shah I (1819-1831)
- 2e : Ali Gohar Shah Awwal (1831-1847)
- 3e : Hizbullah Shah (1847-1890)
- 4e : Ali Gohar Shah Sani (1890-1896)
- 5e : Shah Mardan Shah I (1896-1921)
- 6e : Sibghatullah Shah Rashidi (1922-1943)
- 7e : Syed Shah Mardan Shah-II (1952-2012)
- 8e : Sibghatullah Shah Rashdi III (depuis 2012)